# 烏克蘭希臘禮天主教頓涅茨克督教區
烏克蘭希臘禮天主教頓涅茨克督教區（烏克蘭語：Донецько екзархат УГКЦ）是烏克蘭一個東儀天主教督教區（烏克蘭希臘禮），屬基輔-加里奇大總教區。是世界五個天主教大總主教督教區之一。
教區成立於2002年1月11日，範圍包括烏克蘭東部諸州。2006年有教友8,000人、四十三個堂區、五十名司鐸。現任督主教為斯德望·梅尼奧克。